# Altenmarkt (Osterhofen)

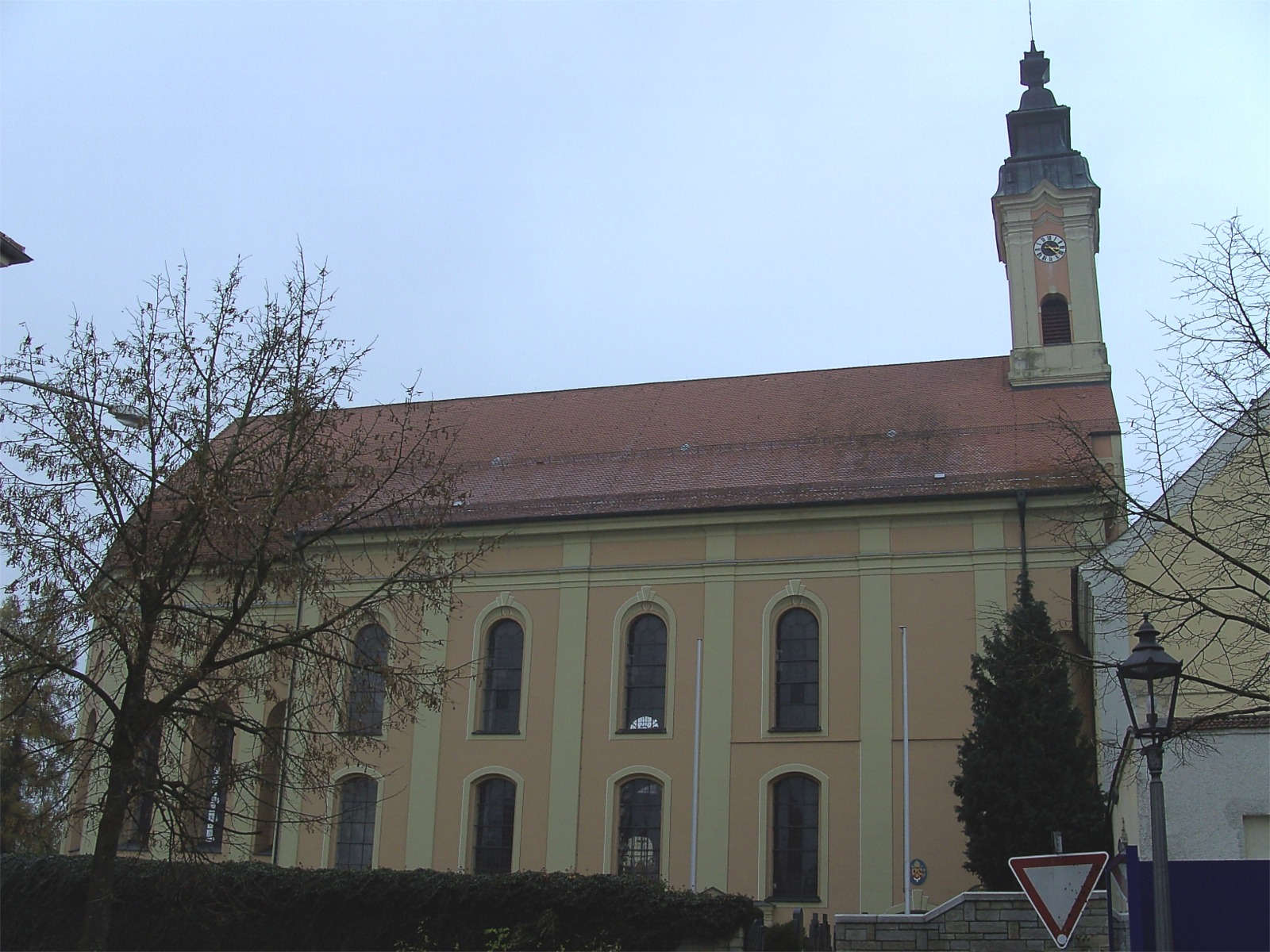
Die Asambasilika in Altenmarkt

Altenmarkt ist ein Ortsteil der Stadt Osterhofen im niederbayerischen Landkreis Deggendorf. Bis 1972 bildete es eine selbstständige Gemeinde.

## Lage
Altenmarkt liegt unmittelbar südlich von Osterhofen und wird von diesem durch die Bahnstrecke Passau-Regensburg getrennt.

## Geschichte
Eine Klosterüberlieferung führt die Gründung des Ortes auf den Agilolfingerherzog Odilo und seine Gemahlin Hiltrudis in den Jahren 737 bis 739 zurück. 833 und 836 ist hier eine herzogliche, später königliche Pfalz bezeugt. Das Chorherrenstift wurde durch Herzog Heinrich V. und seine Gemahlin Luitgart im 11. Jahrhundert gegründet. Das Stift kam 1138 durch Bischof Otto von Bamberg an die Prämonstratenser. Neben dem Kloster erwuchs schon bald eine große Ortschaft mit mehreren Begüterten, die von 1139 bis 1198 häufig als Zeugen auftraten. Gegen Ende des 12. Jahrhunderts wurde dieses ursprüngliche Osterhofen mit dem Marktrecht ausgestattet, 1259 wird es ausdrücklich Markt genannt.
Als 1378 Osterhofen neu als Stadt an der alten Handelsstraße nahe der Donau gegründet wurde, sank der einstige Markt zum Dorf herab. Er wurde anfangs Altosterhofen oder Osterhofen im alten Markte genannt, bis sich gegen Ende des 16. Jahrhunderts ausschließlich der Name Altenmarkt durchsetzte. 1783 verfügte der Papst die Auflösung von Kloster Osterhofen. Das von der Kurfürstenwitwe Anna Sophia eingerichtete Damenstift hatte bis 1833 Bestand. 1858 übernahmen die Englischen Fräulein das Kloster. 1854 bestand das Dorf Altenmarkt aus 84 Wohngebäuden. Die Gemeinde Altenmarkt, die zum Landkreis Vilshofen gehörte,  wurde im Zuge der Gebietsreform in Bayern am 1. Januar 1972 in die Stadt Osterhofen eingegliedert.

## Sehenswürdigkeiten
- Asambasilika. Sie wurde 1726 nach den Plänen von Johann Michael Fischer erbaut. Die Gebrüder Cosmas Damian und Egid Quirin Asam statteten den Innenraum aus.
- Wallfahrtskapelle Maria, Zuflucht der Sünder. Die Frauenkapelle wurde gegenüber der Basilika während des Dreißigjährigen Kriegs erbaut und 1640 eingeweiht.
- Frauenbaum-Kapelle. Die hölzerne Kapelle wurde vor 1630 erbaut.

## Bildung und Erziehung
- Grundschule Altenmarkt
- Kindergarten Altenmarkt

## Vereine
- Asambläser Altenmarkt
- Bayerischer Bauernverband Ortsverband Altenmarkt
- Brieftaubenverein Heimattreue Altenmarkt
- Förderverein der SpVgg Osterhofen
- Frauen- und Mütterverein Altenmarkt
- Freiwillige Feuerwehr Altenmarkt e. V.
- Geflügelzuchtverein Altenmarkt
- KLJB Altenmarkt
- Krieger- und Reservistenkameradschaft Altenmarkt e. V.
- Orts-Caritasverein Altenmarkt e. V.
- Schützenkameradschaft Altenmarkt e. V.
- Spielvereinigung Osterhofen e. V.
- Turn- und Sportverein Altenmarkt e. V.
- VdK Ortsverband Altenmarkt